# 田村和宏 (社会福祉学者)
田村 和宏（たむら かずひろ）は、日本の社会福祉学者。立命館大学産業社会学部・大学院社会学研究科教授。
産業社会学部では、現代社会学科人間福祉専攻に所属。専門は障害者福祉論。そのほか発達保障実践論、障害児者ケアマネジメント、重症児・医療的ケアが必要な人の地域生活支援など。
また、人間発達研究所の運営委員長を務める。

## 略歴
石川県中能登町（旧 鹿西町）生まれ。1981年石川県立羽咋高等学校卒業。
その後、日本福祉大学社会福祉学部社会福祉学科にすすみ、近藤直子から人間発達や発達保障について学び、1985年卒業。
卒業後は社会福祉法人びわこ学園に就職し、30年重症心身障害児者の療育の場で勤務。重症心身障害児施設（入所）、重症心身障害児通園（通所）、相談支援事業などを実践し、特に障害児者の地域生活支援事業とそれらのシステムやネットワーク形成の充実に力を注いだ。また、医療的ケア児等コーディネーターや重症心身障害児者支援センターの必要性について、早くから「重症心身障害児の地域生活の在り方検討会」などで唱えていた。最終びわこ学園障害者支援センターセンター長。大津市における重症心身障害児通園事業ややまびこ総合支援センター(大津支援センター）、相談支援事業の立ち上げ、また滋賀県の重症児者地域生活支援システムの充実に尽力。
2012年日本福祉大学大学院　社会福祉学研究科 社会福祉学専攻(修士課程　通信)に入学、2014年大学院を修了（社会福祉学修士）。2015年より現職。2018年から教授。

## 著書
- 「重複ケア・医療的ケアの役割と教育」『世界の特別ニーズ教育と社会開発シリーズ４　アジア日本のインクルーシブ教育と福祉の課題』黒田　学編著，クリエイツかもがわ  126-139  2017/07

- 『医療的ケア児等コーディネーター養成研修テキスト』監修：末光茂，大塚晃　中央法規出版  97-103  2017/06

- 『医療的ケア児等支援者育成研修テキスト』  監修：末光茂，大塚晃　中央法規出版  122-137,165-188  2017/06

- 「発達保障の実践を築く」『発達のひかりは時代に充ちたか？』田村和宏，玉村公仁彦，中村隆一編著　クリエイツかもがわ　8-43　2017/02

- 「ケアホームと医療的ケア」『医療的ケア児者の地域生活支援の行方』NPO医療的ケアネット編　クリエイツかもがわ152-159　2013/11　　他　がある。

## 学会活動
所属学会：日本重症心身障害学会、日本特別ニーズ教育学会、日本特殊教育学会